# معركة رأس تيولادا

سفينة حرب بريطانية تتعرض لهجوم تنفذه طائرات إيطالية

معركة رأس تيولادا، التي وقعت بين 27 و 28 نوفمبر 1940 في تيولادا، شهدت مواجهة بين المملكة المتحدة وإيطاليا خلال الحرب العالمية الثانية. ولم يحقق إيا من الطرفين انتصارا واضحا ، على الرغم من أن هدف الإيطاليين كان منع البريطانيين من تعزيز تحصين مالطا.

## الاصول
في ليلة 11 نوفمبر 1940 ، أعاق البريطانيون أو دمروا نصف البوارج التابعة للأسطول الإيطالي في هجوم جوي جريء أثناء استراحتهم في تارانتو. حتى ذلك الحين ، كان الإيطاليون قد تركوا سفنهم الرئيسية في الميناء ، على أمل أن يؤدي مجرد وجودها كأسطول إلى ردع الشحن البريطاني عبر المنطقة ، على الرغم من أنهم لن يرفضوا المعركة إذا أتيحت لهم الفرصة.بعد ستة أيام ، في ليلة 17 نوفمبر ، حاولت قوة إيطالية مكونة من بارجتين (فيتوريو فينيتو وجوليو سيزار) وعدد من الوحدات الداعمة اعتراض حاملتي طائرات بريطانيتين ، وهما HMS Ark Royal و Argus ومرافقيهما الطرادات ، والذين كانت في طريقها إلى مالطا في محاولة لتوفير طائرات لتعزيز دفاعات تلك الجزيرة (العملية البيضاء). تم تحذير البريطانيين من اقترابهم واستداروا على الفور وعادوا إلى جبل طارق ، وأطلقوا طائرتهم (طائرتان من طراز Blackburn Skuas و 12 Hawker Hurricanes) قبل الأوان. فقدت طائرة واحدة من طراز Skua وثمانية أعاصير في البحر ، مع نفاد الوقود قبل وصولهم إلى وجهتهم ، مع فقدان سبعة طيارين.
يلقي نجاح الإيطاليين في تعطيل تعزيز مالطا بظلال من الشك على الخطط البريطانية لإرسال قافلة أخرى لتزويد الجزيرة (عملية الياقة). ومع ذلك ، تمت محاولة القافلة ، بدعم متزايد ، بما في ذلك سفن من القوة H المتمركزة في جبل طارق والقوة D من الإسكندرية. تم رصد القافلة من قبل المخابرات الإيطالية ، ومرة أخرى أبحر الأسطول الإيطالي لاعتراضها. كانت أول وحدة بحرية إيطالية تقوم بالاتصال البصري مع القافلة هي زورق الطوربيد سيريو في ليلة 26 نوفمبر. بعد إطلاق طوربيدات من مدى بعيد ، والتي أخطأت الهدف ، أبلغت سيريو عن سبع سفن حربية معادية متجهة إلى الشرق.

## الثقافة الشعبية
ملامح المعركة في الفيلم الإيطالي عام 1941 السفينة البيضاء الذي أخرجه روبرتو روسيليني.

## الأحداث
أرسل البريطانيون ، على علم بتحركات الأسطول الإيطالي ، قواتهم شمالًا لاعتراضهم قبل أن يتمكنوا من الاقتراب من أي مكان بالقرب من سفن الشحن. في 09:45 يوم 27 نوفمبر ، اكتشفت طائرة عائمة استطلاعية IMAM Ro.43 من الطراد الثقيل بولزانو سربًا بريطانيًا يبحر إلى الشرق ، 17 نمي (31 كم ؛ 20 ميل) شمال شيتاوبي. عد فترة وجيزة ، الساعة 9:56 ، تلقى سومرفيل تقريرًا عن طائرته الخاصة من حاملة الطائرات HMS Ark Royal حول وجود خمس طرادات وخمس مدمرات ، وافترض أن هذه كانت وحدات إيطالية قريبة من المعركة. لم تكن القوة D قد وصلت بعد من الإسكندرية وتفوق البريطانيون ، ولكن بعد 15 دقيقة ، تم رصد القوة D وانقلبت الطاولات. كانت القوتان متساويتين إلى حد ما. على الرغم من أن السفن الإيطالية كانت تمتلك مدافعًا أطول مدى وأكبر ، كان لدى البريطانيين حاملة طائرات ، والتي أظهرت العديد من المزايا على البارجة في تارانتو. ومع ذلك ، صدرت أوامر للأدميرال الإيطالي إينجو كامبيوني بتجنب القتال ما لم يكن ذلك لصالحه بشدة ، لذلك كانت المعركة الحاسمة غير واردة.
نشر الأدميرال سومرفيل قواته في مجموعتين رئيسيتين ، مع خمس طرادات تحت قيادة الأدميرال لانسلوت هولاند في المقدمة وسفينتين حربيتين وسبع مدمرات في المجموعة الثانية التالية إلى الجنوب. في هذه الأثناء ، وحتى في الجنوب ، كانت Ark Royal تستعد لإطلاق مجموعتها من Fairey Swordfish. كان الإيطاليون قد نظموا أسطولهم في ثلاث مجموعات ، اثنتان تتكونان من ست طرادات ثقيلة وسبعة من المدمرات ومجموعة ثالثة من البارجتين وسبع مدمرات أخرى مرافقة ترفع المؤخرة. في الساعة 12:07 ، وبعد تلقي بلاغ من الطائرة العائمة للطراد جوريزيا ، أدرك كامبيوني تقارب القوة بين القوتين ، ووفقًا لأوامره أمر مجموعات الطرادات بإعادة تشكيل البوارج والاستعداد للمغادرة. ومع ذلك ، بحلول هذه المرحلة ، كان تشكيل الطراد الرئيسي قد اتجه بالفعل نحو البريطانيين وبدأ في إشراكهم في المعركة.
في الساعة 12:22 ، دخلت المجموعتان الرئيسيتان لقوات الطراد في النطاق وفتح Fiume النار على 23500 متر (25700 ياردة). استمر إطلاق النار السريع بين القوتين مع إغلاق المسافة بينهما ، ولكن مع تقصير المدى بدأت قوة النيران الإيطالية في الضغط على البريطانيين المتفوقين. ساعد وصول البارجة HMS Ramillies على الجانب البريطاني في مواجهة الصعاب ، لكنها كانت بطيئة جدًا في الحفاظ على تشكيلها وخرجت من المعركة بعد بضع طلقات في الساعة 12:26. بعد أربع دقائق ، تلقى نائب الأدميرال أنجيلو إياتشينو ، قائد مجموعة الطرادات الإيطالية ، أوامر بفك الاشتباك ، على الرغم من أن المعركة كانت لصالحهم قليلاً. أمر Iachino بزيادة السرعة إلى 30 عقدة (56 كم / ساعة ؛ 35 ميلاً في الساعة) ، ووضع الدخان وبدأ في الانسحاب.
في هذا الوقت ، تعرضت المدمرة الإيطالية لانسيير لانتقادات شديدة من HMS Manchester وتعرضت لأضرار بالغة ، على الرغم من سحبها إلى الميناء بعد المعركة. أصيب الطراد الثقيل إتش إم إس بيرويك في الساعة 12:22 بقذيفة واحدة 203 ملم (8 بوصات) ، مما أسفر عن سقوط برجها "Y" ، وقتلت سبعة رجال ، وأصابت تسعة آخرين ، وأشعلت حريقًا استغرق ساعة لإخضاعه. الضربة الثانية في الساعة 12:35 دمرت غرفة الكسارة (لوحة المفاتيح الكهربائية) وقطعت الكهرباء عن الجزء الخلفي للسفينة ، بما في ذلك البرج الخلفي المتبقي. تعتقد معظم المصادر أن الضربة الأولى تم تسجيلها بواسطة طراد ثقيل إيطالي من قسم 1º Cruiser ، إما من Fiume أو Pola ، بينما جاءت الجولة الثانية من قسم 3º Cruiser ، إما من Trieste أو Trento ، في ذلك الوقت فقط السفن الحربية الإيطالية في النطاق.
حوالي الساعة 12:40 ، هاجم أحد عشر سمكة أبو سيف من Ark Royal فيتوريا فينيتو بطوربيدات لكنها لم تسجل أي ضربات.
في الدقائق القليلة التالية ، تحولت الطاولات لصالح البريطانيين عندما أغلق طراد المعركة HMS Renown المسافة على الطرادات الإيطالية ، وامتد ترييستي برشقتين. أصيب الطراد الإيطالي بشظايا. سرعان ما تم إبطال هذه الميزة ، ومع ذلك ، في الساعة 13:00 ، فتح فيتوريو فينيتو النار من 27000 متر (30000 ياردة). أطلق فيتوريو فينيتو 19 طلقة في سبع طلقات من مدى بعيد وكان ذلك كافياً للطرادات البريطانية التي تفوق عليها التسليح الآن ، والتي عادت عند الضربة الرابعة. في الواقع ، عندما اندلعت ينابيع المياه العملاقة حول بيرويك ومانشستر ، أمرت هولندا بدخان الدخان ، وهربت سفنه جنوب شرق البلاد لتغلق مع ريناون. كانت مانشستر مختبئة بشظايا من جولات فيتوريو فينيتو. انسحبت القوتان ، واستغرقت المعركة 54 دقيقة وتسببت في أضرار طفيفة لكلا الجانبين.

## مابعد الكارثة
بعد المعركة ، أراد ونستون تشرشل استبدال سومرفيل ، بعد أن شكك في الروح الهجومية للأدميرال منذ اعتراضه على مهاجمة الفرنسيين في المرسى الكبير. ومع ذلك ، برأ مجلس تحقيق سومرفيل ، الذي تمتع بدعم قوي من العديد من زملائه الأدميرالات. أما بالنسبة إلى كامبيوني ، على الرغم من أنه كان لديه تفويض ليكون محافظًا ، فقد أشرف على خسارة أفضل فرصة لإيطاليا للتعامل مع البريطانيين انتكاسة حادة في حركة الأسطول. كانت أيام قيادته في البحر معدودة. كما لاحظ Iachino ، "تم تحديد استخدام هذه السفن ، التي شكلت في تلك اللحظة تقريبًا جميع الوحدات الفعالة لأسطولنا بعد الضربة في تارانتو ، من قبل Supermarina أساسًا لأسباب تتعلق بالروح المعنوية ، ولإثبات أن روحنا القتالية ظلت سليمة."